# Xenotrachea albidisca
Xenotrachea albidisca är en fjärilsart som beskrevs av Moore 1867. Xenotrachea albidisca ingår i släktet Xenotrachea och familjen nattflyn. Inga underarter finns listade i Catalogue of Life.